# Jacques Baudot
Pour les articles homonymes, voir Baudot.
Jacques Baudot, né le 9 mars 1936 à Nancy, ville où il meurt le 21 juin 2007, est un homme politique français, membre du groupe UMP.
Chirurgien-dentiste de profession, il a été élu sénateur de Meurthe-et-Moselle le 27 septembre 1992 et réélu le 23 septembre 2001.

## Biographie
Jacques Baudot effectue sa scolarité au Lycée Henri-Poincaré de Nancy. Il étudie ensuite à la faculté de médecine de Nancy.
En 2005, Jacques Baudot fait la campagne pour le non à la constitution.
Il appartient à l'UDF avant de rejoindre l'UMP. Il appartient au sein de ce dernier parti au courant Debout la République (DLR) : le 9 juillet 2003, il présente les clubs locaux du courant avec Nicolas Dupont-Aignan, Patrick Labaune, Lionnel Luca, Étienne Mourrut et François-Xavier Villain. Le 25 octobre 2005, alors que Nicolas Dupont-Aignan lance sa candidature avortée à l'élection présidentielle de 2007, il est l'un des parlementaires qui lui apportent leur soutien, avec François Guillaume, Patrick Labaune et François-Xavier Villain.
Décédé d'un cancer, Jacques Baudot est inhumé quelques jours plus tard, en présence notamment du président du Sénat, Christian Poncelet, ami de longue date.

## Mandats
- Adjoint au maire de Nancy (1983-1995) ;
- Vice-président du Conseil régional de Lorraine (1983-1992) ;
- Président du Conseil général de Meurthe-et-Moselle (1988-1998) ;
- Vice-président du district de l'agglomération de Nancy ;

## Œuvre
- Jacques Baudot, Oui chez le notaire non chez le maire : mariage homosexuel et homoparentalite, Haroué, Gérard Louis, 2006, 77 p. (ISBN 2-914554-77-X)